# Sechs von Sharpeville
Die Sechs von Sharpeville, englisch Sharpeville Six, waren eine Gruppe von südafrikanischen Demonstranten, die infolge des Mordes an Kuzwayo Jacob Dlamini, dem stellvertretenden Bürgermeister von Sharpeville, im September 1985 zum Tode verurteilt wurden. Dieses Urteil löste international eine Welle des Protests und der Solidarität aus.

## Geschichte
Am 3. September 1984 geriet eine Demonstration gegen korrupte Kommunalpolitiker und gegen Mieterhöhungen in Sharpeville außer Kontrolle. Die etwa 100 Teilnehmer übergossen den stellvertretenden Bürgermeister der Township mit Benzin und töteten ihn. Zwei Monate danach wurden die sechs an dieser Demonstration beteiligten Mojalefa Sefatsa, Theresa Ramashamola, Reid Mokoena, Oupa Diniso, Duma Khumalo und Francis Don Mokhesi – fünf Männer und eine Frau – festgenommen und für schuldig befunden. Sie wurden zum Tod durch den Strang verurteilt.  
Eine direkte Beteiligung am Mord Dlaminis konnte den Angeklagten nicht nachgewiesen werden. Das Urteil basierte auf dem Tatbestand der gemeinsamen Absicht. Die Verurteilten warteten 1076 Tage in der Todeszelle auf ihre Hinrichtung am Galgen. 
Der Prozess um die Sechs von Sharpeville bekam zusehends eine politische Dimension, da die Freilassung der Sechs international gefordert wurde. Weltweit fanden Proteste für die Freilassung der Gefangenen statt. Der UN-Weltsicherheitsrat verabschiedete die Resolutionen 610 und 615 gegen die Verurteilung der Sechs von Sharpeville. Im November 1988, kurz vor dem Exekutionstermin, wandelte der südafrikanische Präsident Pieter Willem Botha die Todesurteile der sechs in Haftstrafen zwischen 18 und 25 Jahren um. 
In der Endphase der Apartheid 1991 und 1992 wurden die Sechs von Sharpeville in Zweiergruppen freigelassen.